# Ceratinia hamlini
Ceratinia hamlini är en fjärilsart som beskrevs av Archibald C. Weeks 1906. Ceratinia hamlini ingår i släktet Ceratinia och familjen praktfjärilar. Inga underarter finns listade i Catalogue of Life.